# Voie verte de la Vallée de la Marne
La Voie verte de la Vallée de la Marne, également indiquée Véloroute de la Vallée de la Marne sur les panneaux dans les aires de pique-nique, est une voie verte dans le département de la Marne,  faisant partie de la véloroute 52 Paris-Strasbourg du schéma national des véloroutes et voies vertes.
Elle emprunte le chemin de la halage de la Marne de Dormans à Dizy et celui du canal latéral à la Marne de Dizy à Vitry-le-François. 

## Présentation
La voie verte de la Vallée de la Marne est un aménagement cyclable long de 92,8 km praticable par les cyclistes, les rollers et les randonneurs pédestres.  Elle est interdite aux cavaliers.
Le parcours est plat en totalité, les dénivellations au passage des écluses étant limitées avec pente très douce.

## Historique
Le projet initié en 2015 par le département a été réalisé progressivement. Dans un premier temps de Dormans à Dizy début 2017 puis de Dizy à Condé-sur-Marne en 2021. La section de Condé-sur-Marne à Moncetz-Longevas comprenant la traversée de Châlons a suivi, et la dernière partie est de Moncetz-Longevas à Vitry-le-François a été terminée en 2024.

## Parcours
La piste commence sous le pont enjambant la Marne sur la rive gauche (nord) de la Marne en face de la ville de Dormans et reste sur le tracé de l'ancien chemin de halage séparé de la rivière par une ligne d'arbres. Elle ne s'en écarte que sur un court tronçon de quelques centaines de mètres entre Venteuil et Damery. La séparation arborée ne s'interrompt que le long des dérivations de Damery et de Cumières, passages canalisés long chacun d'environ 1 km. La voie verte emprunte quelques tronçons de chemins ruraux accessibles aux engins agricoles, le revêtement lisse et la largeur restant uniforme.
Le « pied à terre » est imposé dans les 3 zones éclusières entre Dormans et Dizy.
La voie verte passe sur la rive sud du canal latéral à Dizy où le parcours est distant d'1,5 km d'Épernay dont on peut gagner le centre par un itinéraire cyclable. Le halage du canal parcouru par des véhicules de VNF longe la voie d'eau sans séparation arborée. La voie verte ne s'en éloigne que sur un tronçon de quelques centaines de mètres entre Bisseuil et Tours-sur-Marne. 

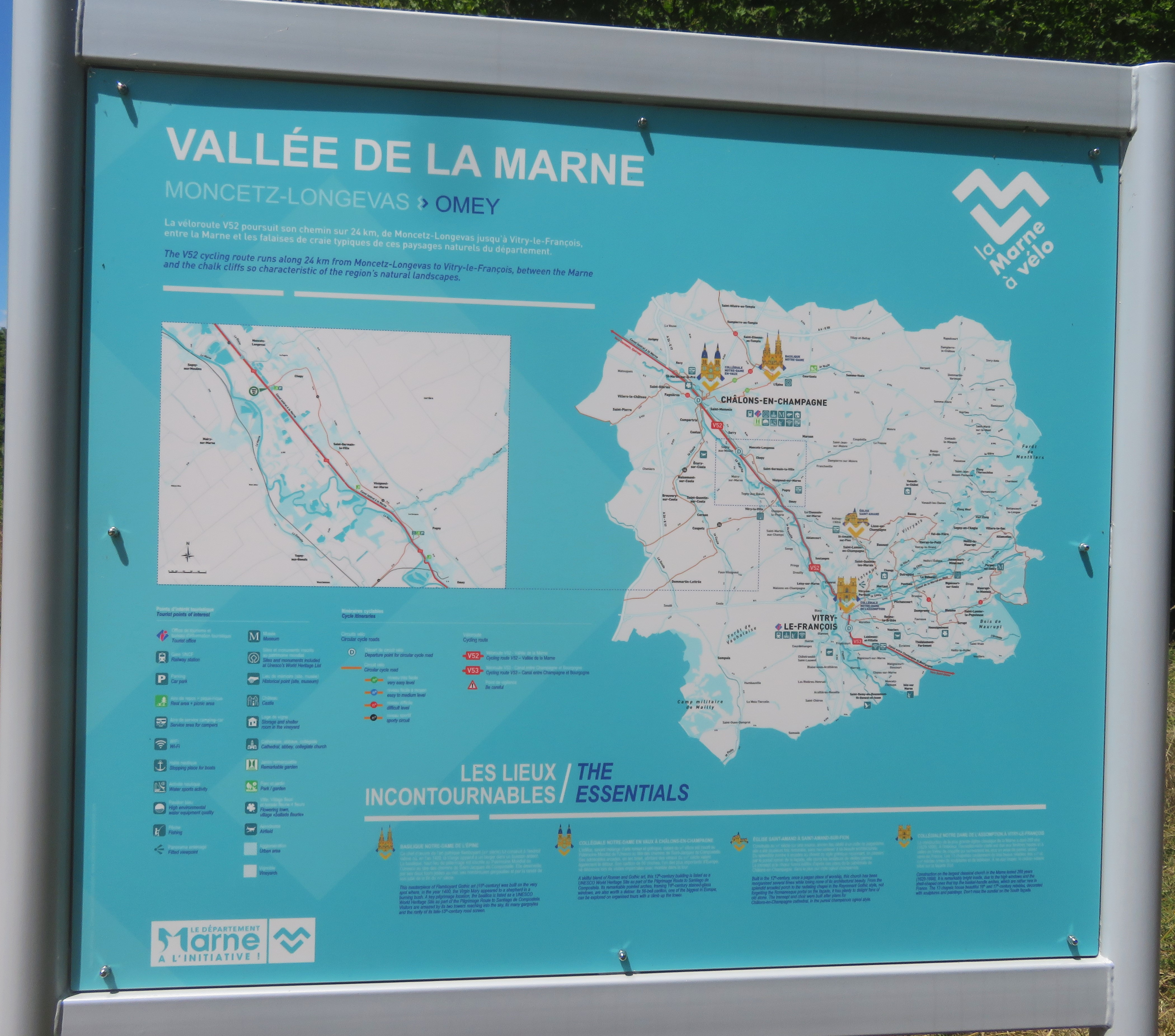
Panneau dans une aire de repos avec carte d'ensemble et zoom

La voie verte passe au confluent avec le canal de la Marne à l'Aisne (sur l'autre rive) à Condé-sur-Marne puis dans le centre de Châlons-en-Champagne et se poursuit jusqu'à Vitry-le-François.  
Le parcours le long des larges méandre de la Marne de Dormans à Dizy avec vues sur les vignobles des coteaux et les villages à mi-pente est agréable. Les passages rectilignes sur la majorité du canal latéral sont monotones sauf aux deux extrémités en aval de Dizy à Tours-sur-Marne où l'on traverse des côteaux viticoles de Champagne autour d'Aÿ, en amont de Soulages à Vitry-le-François le long de larges courbes avec vues sur d'anciens fours à chaux sur l'autre rive et à mi-parcours à Châlons-en-Champagne, ville principale de l'itinéraire, traversée à proximité immédiate du centre historique, avec passage le long des Jards (jardin public).
La grande majorité du parcours est ombragée.

## Équipements
Le revêtement de la voie verte est intégralement en enrobé lisse sur une largeur de 3 m sauf un rétrécissement ponctuel à 1,5 m sur le pont-canal enjambant la Saulx à Vitry-le-François. 

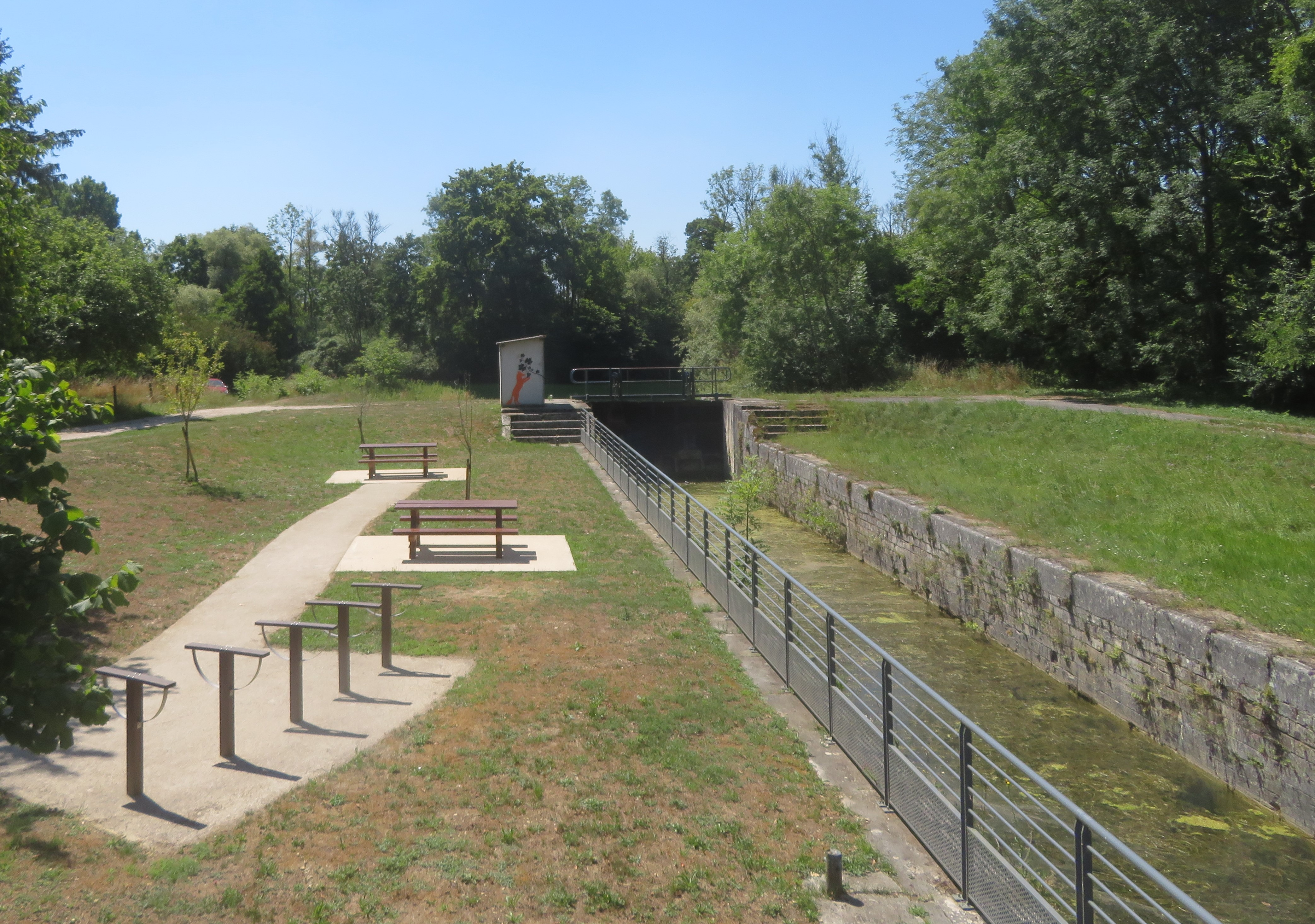
Aire de repos à côté de l'écluse désaffectée Ermite

23 points pique-nique avec bancs, accroche-vélos, panneaux comprenant carte d'ensemble et carte de situation à grande échelle sont installés, au maximum tous les 5 ou 6 km, simple banc environ tous les km. Des plans des localités traversées ou proches avec indication des services, commerces alimentaires, restauration et vélocistes sont disposés sur la partie de la voie verte de Condé-sur-Marne à Vitry-le-François. 
Les indications kilométriques sont nombreuses ainsi que les fléchages vers les localités proches.

## Lieux et monuments
Basilique Notre-Dame de l'Épine
Collégiale Notre-Dame-de-Vaux
Petit Jard à Châlons-en-Champagne
Collégiale Notre-Dame de Vitry-le-François

## Extension

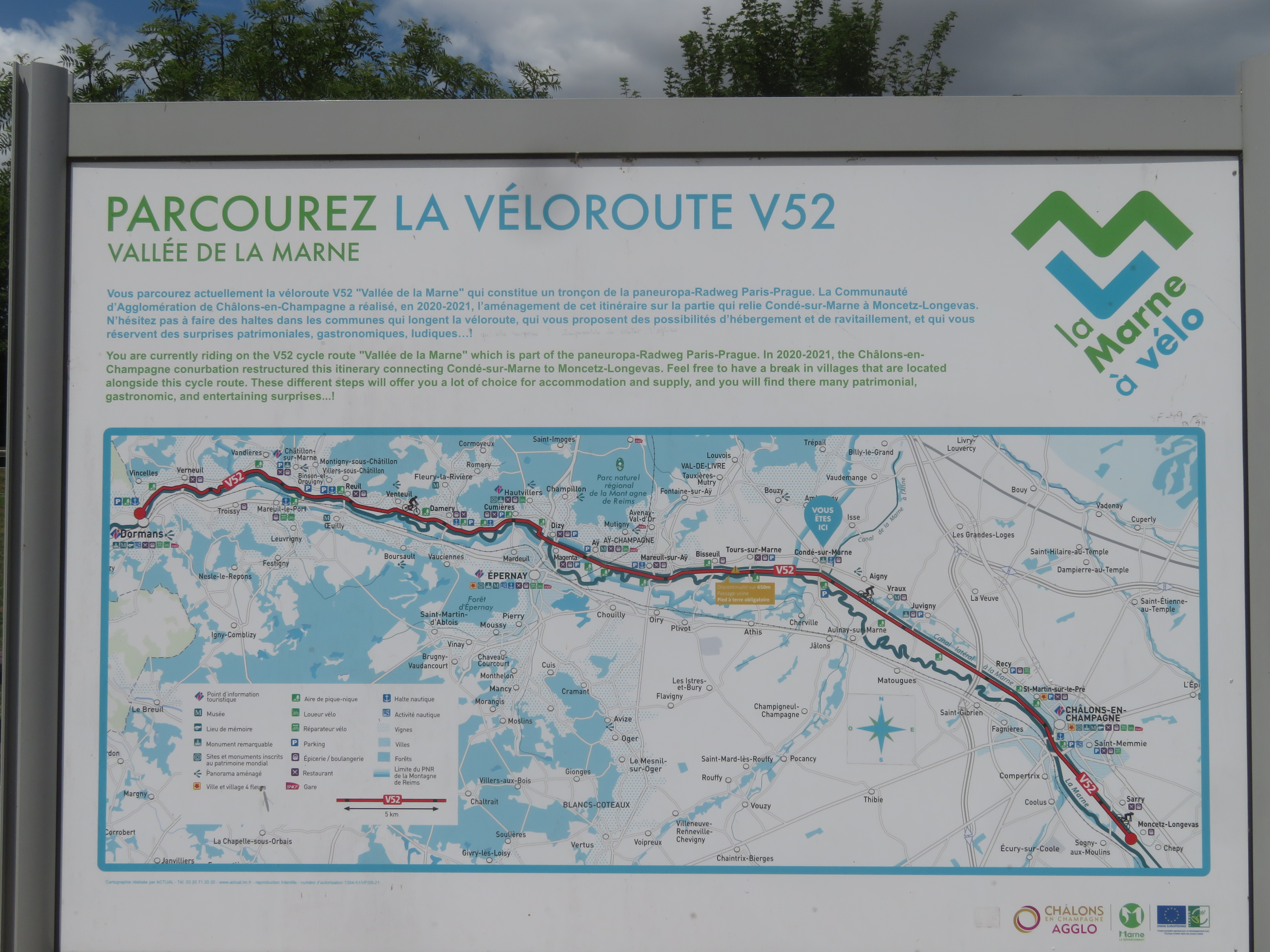
Panneau Véloroute V 52 avec le parcours de la voie verte.

La voie verte est un élément de la véloroute 52 Paris-Strasbourg encore en projet à son extrémité ouest le long de la Marne au-delà de Dormans vers la région parisienne et à son extrémité est le long du Canal de la Marne au Rhin en direction de Bar-le-Duc. Cette véloroute fait partie de l'itinéraire européen PanEuropa Radweg Paris-Strasbourg.
Après la traversée du centre de Vitry-le-François, le parcours se prolonge par la véloroute 53 Vitry-le-François-Dijon qui longe le canal entre Champagne-et-Bourgogne formant une voie verte existante quasi continue de Dormans jusqu'en Côte-d'Or par Saint-Dizier, Chaumont et Langres.

## Galerie

Le long de la Marne
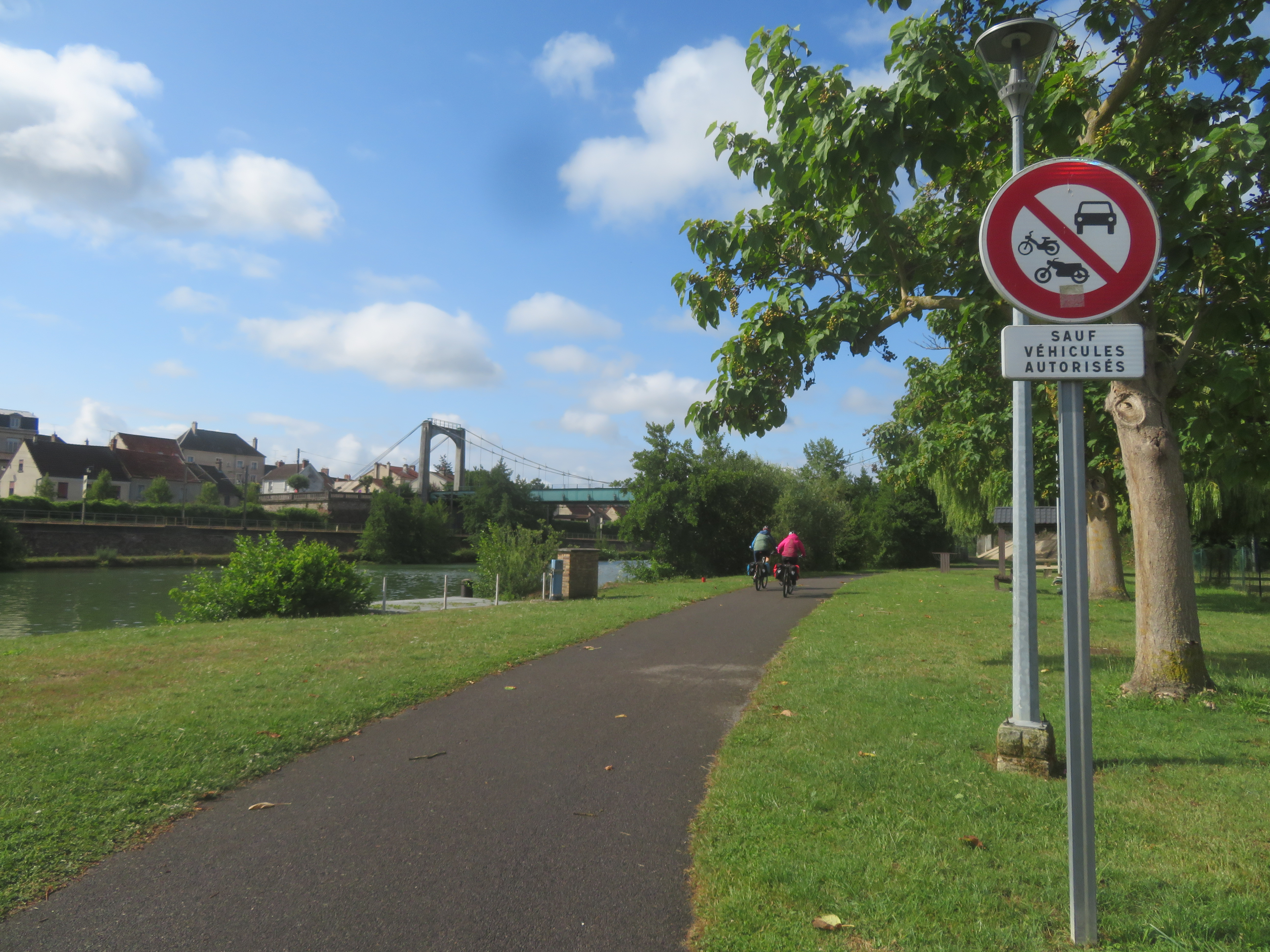
Voie verte près de son point de départ au pont de Dormans
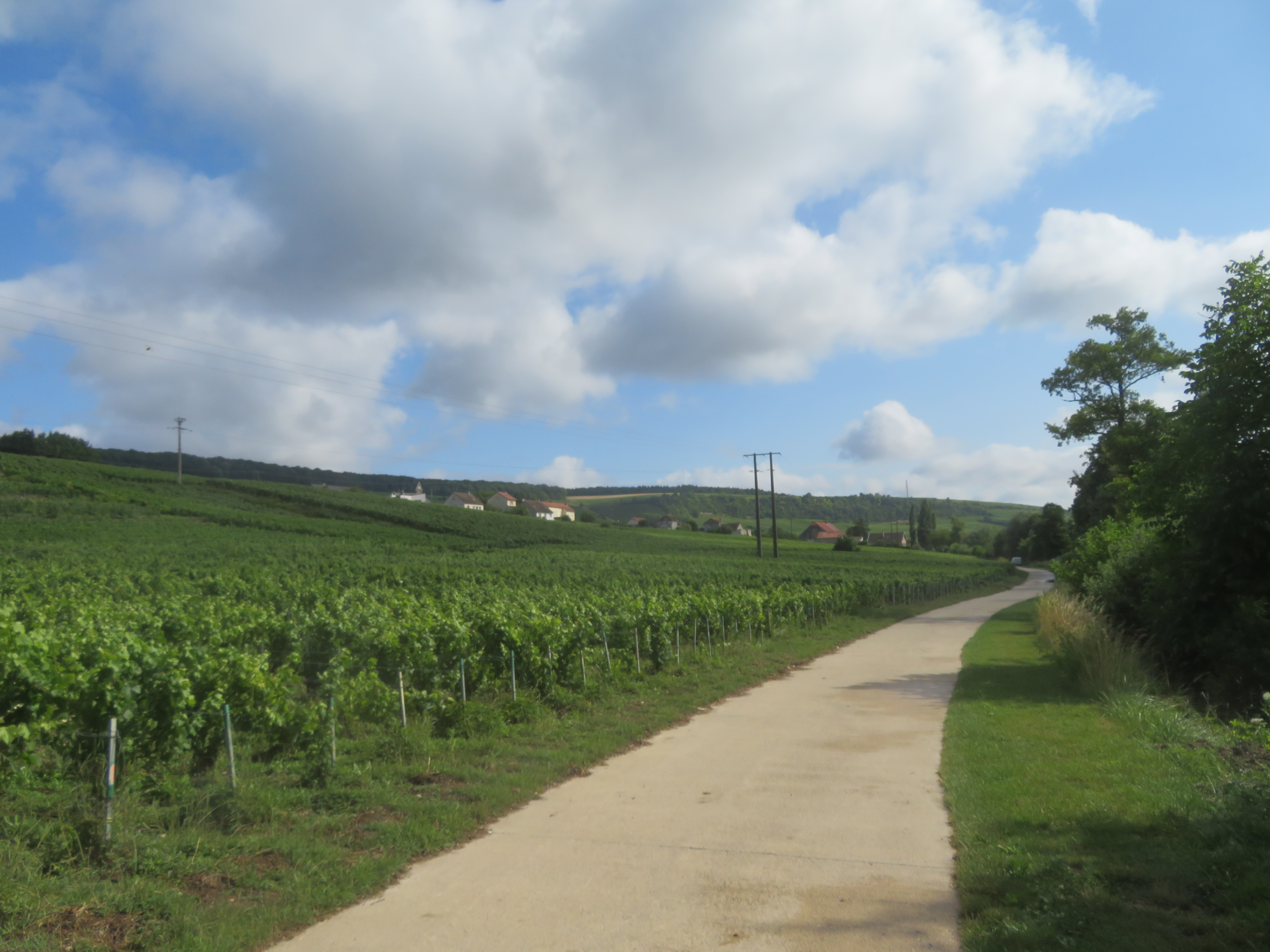
Entre Vincelles et Verneuil
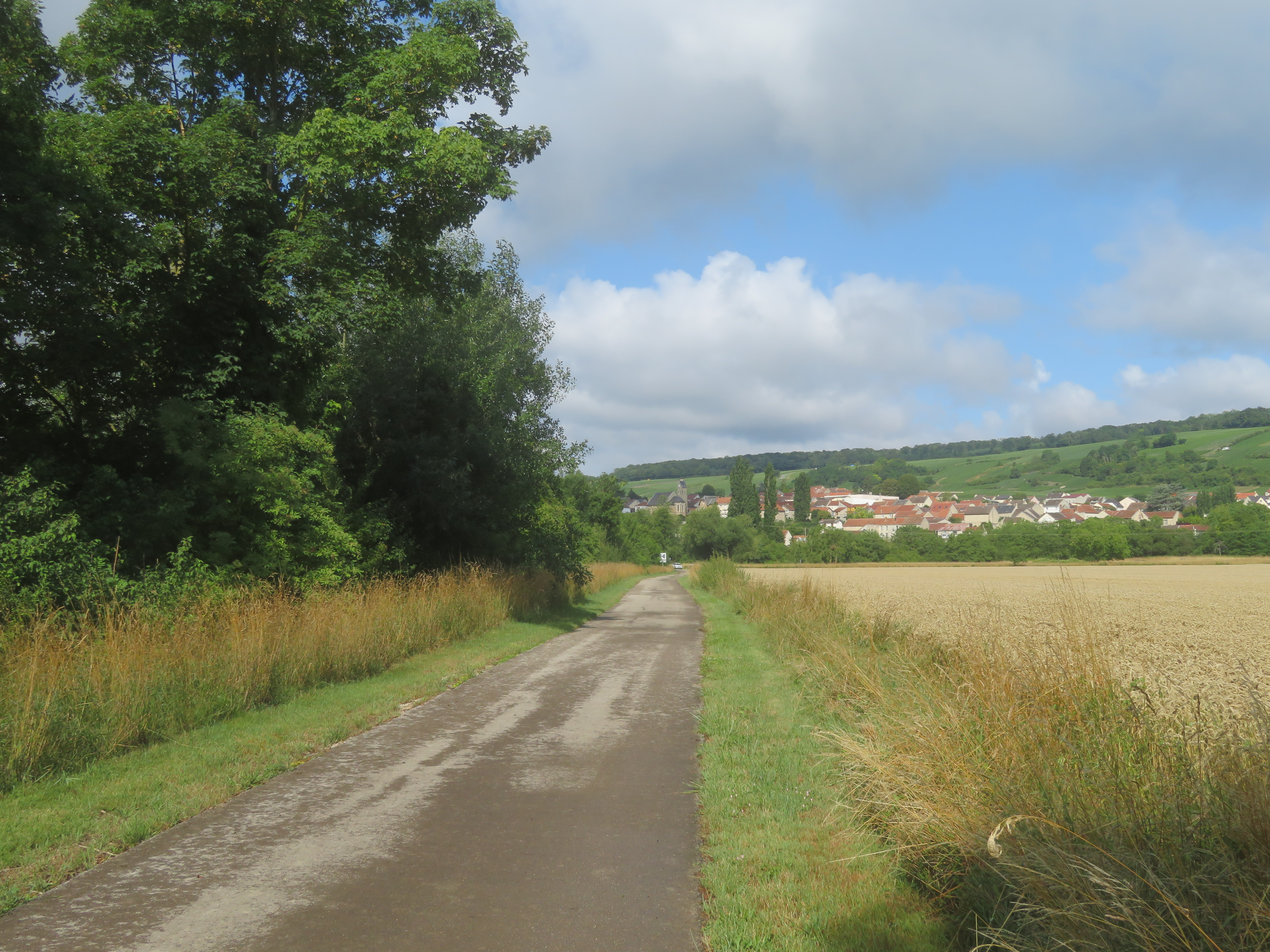
Vue sur Vincelles
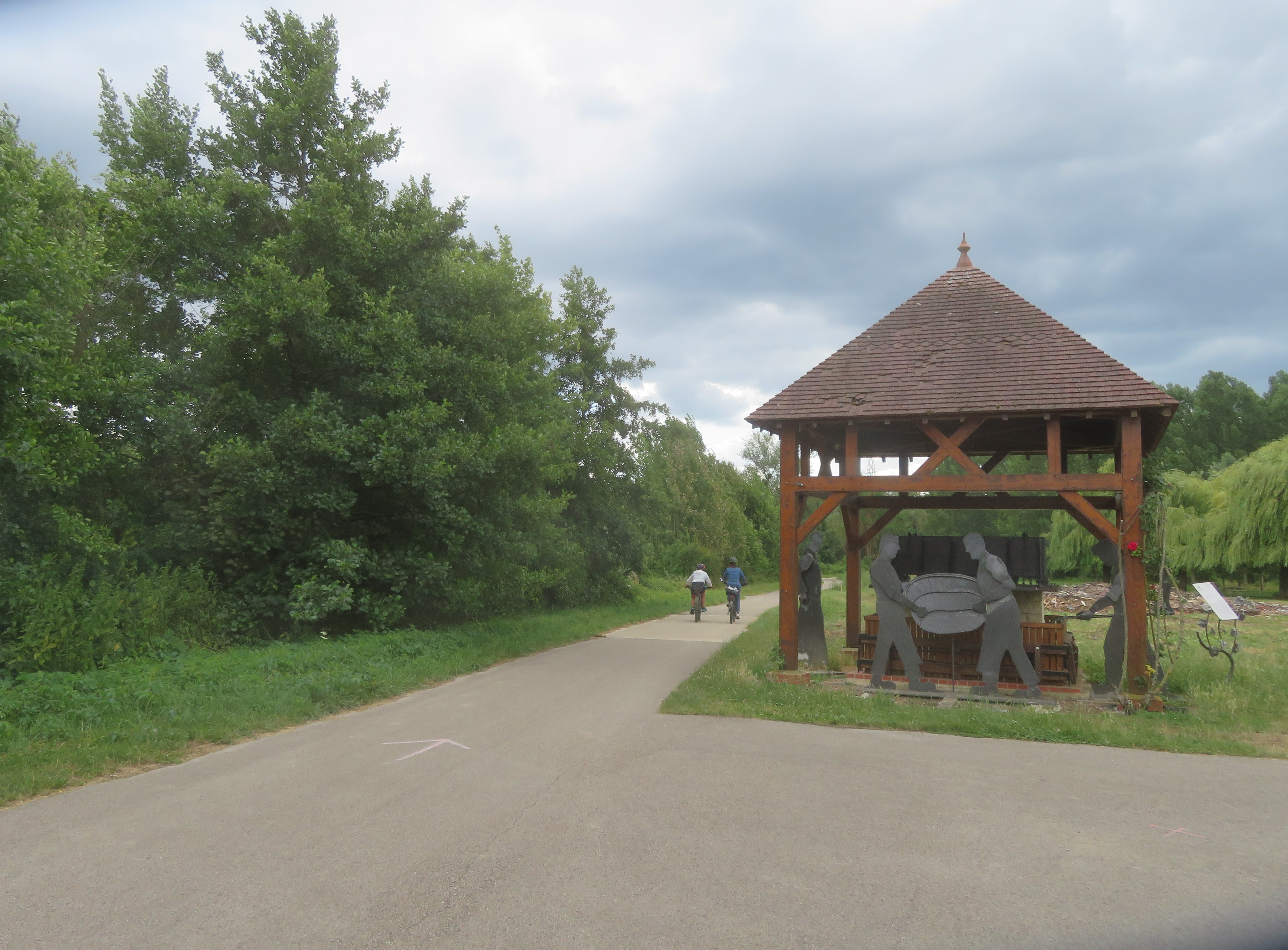
Voie verte de la Marne à Cumières

Le long du canal latéral à la la Marne
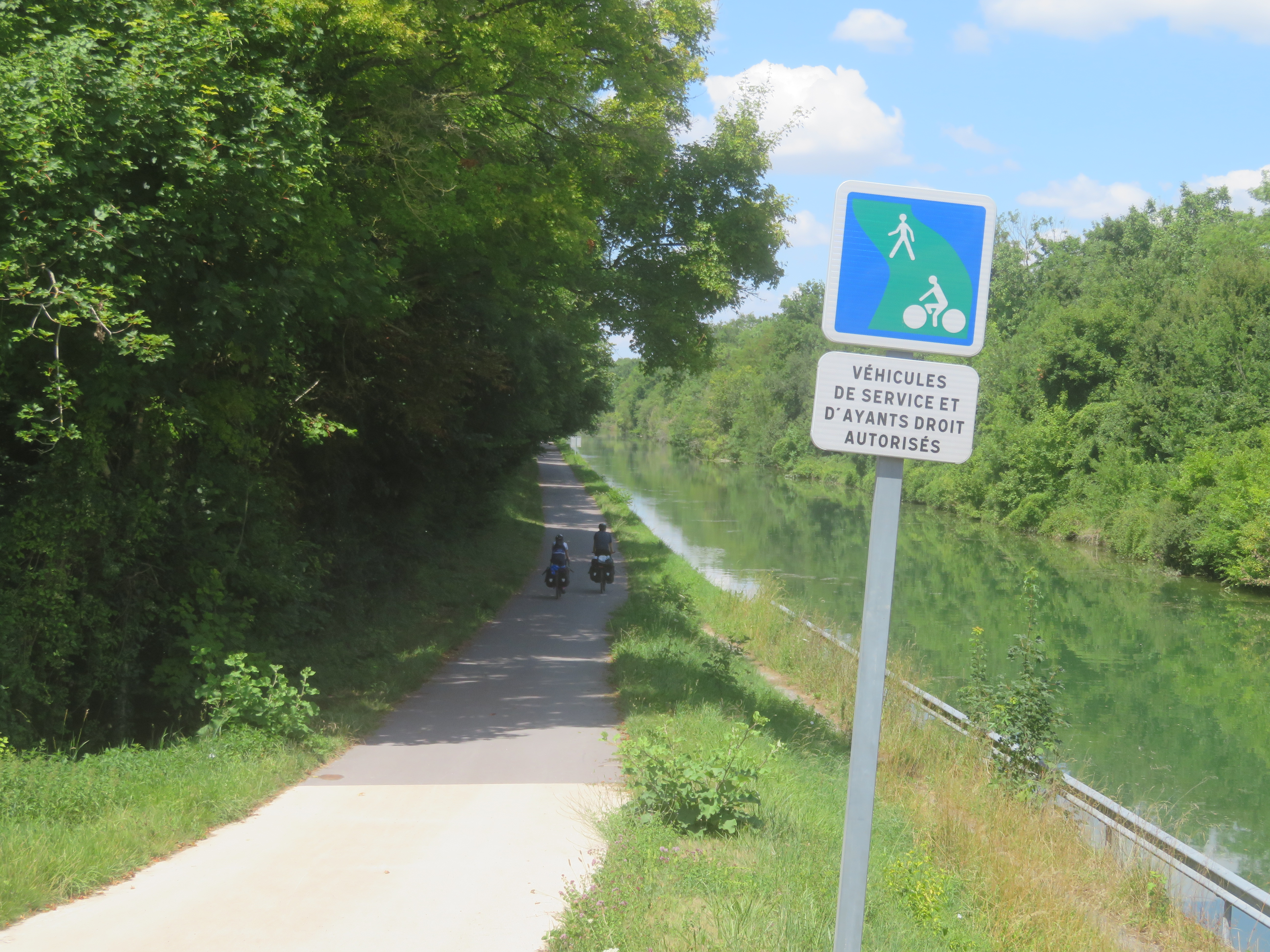
Randonneurs cyclistes à Chepy
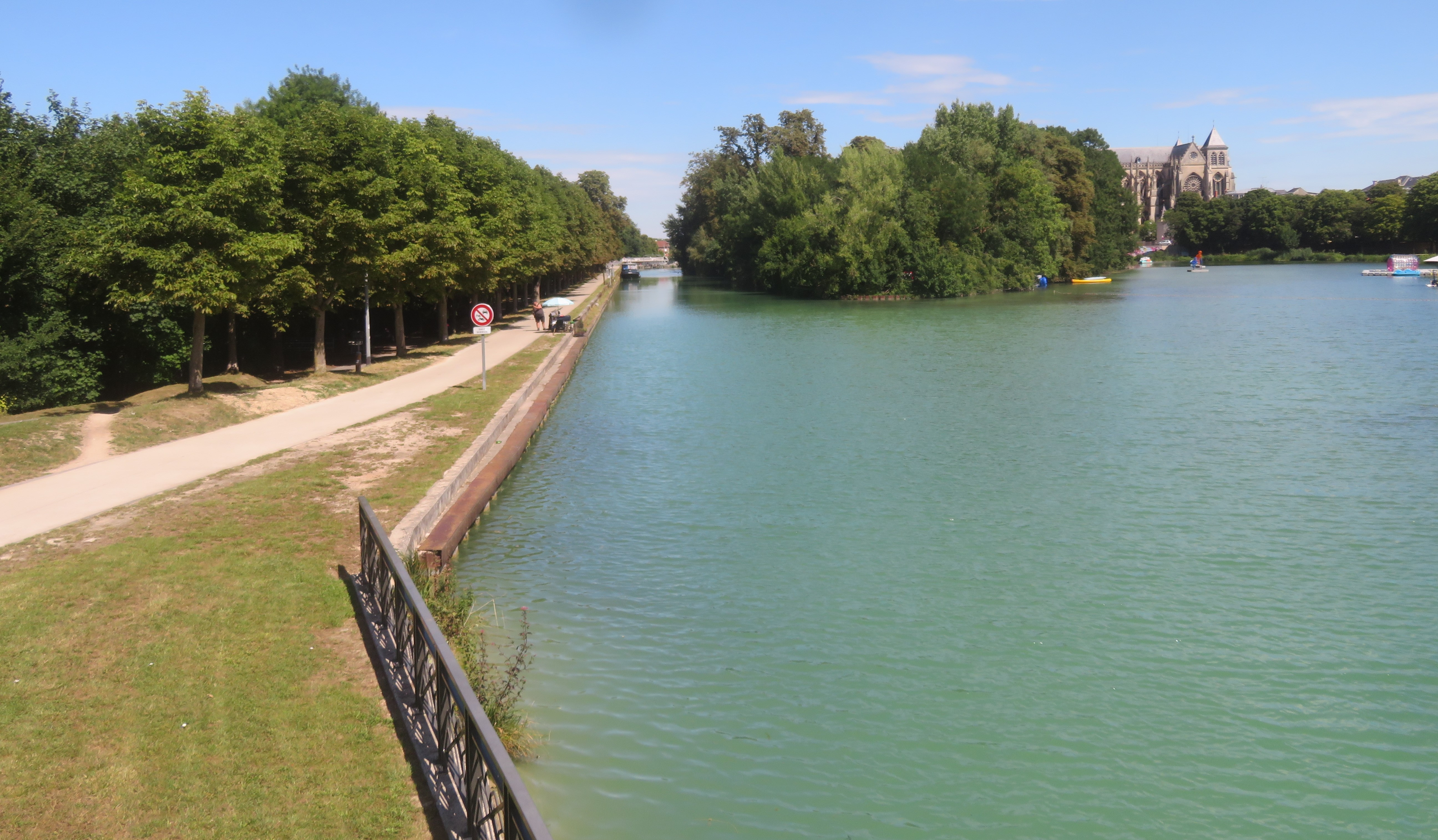
Voie verte à Châlons vue de la passerelle du Jard
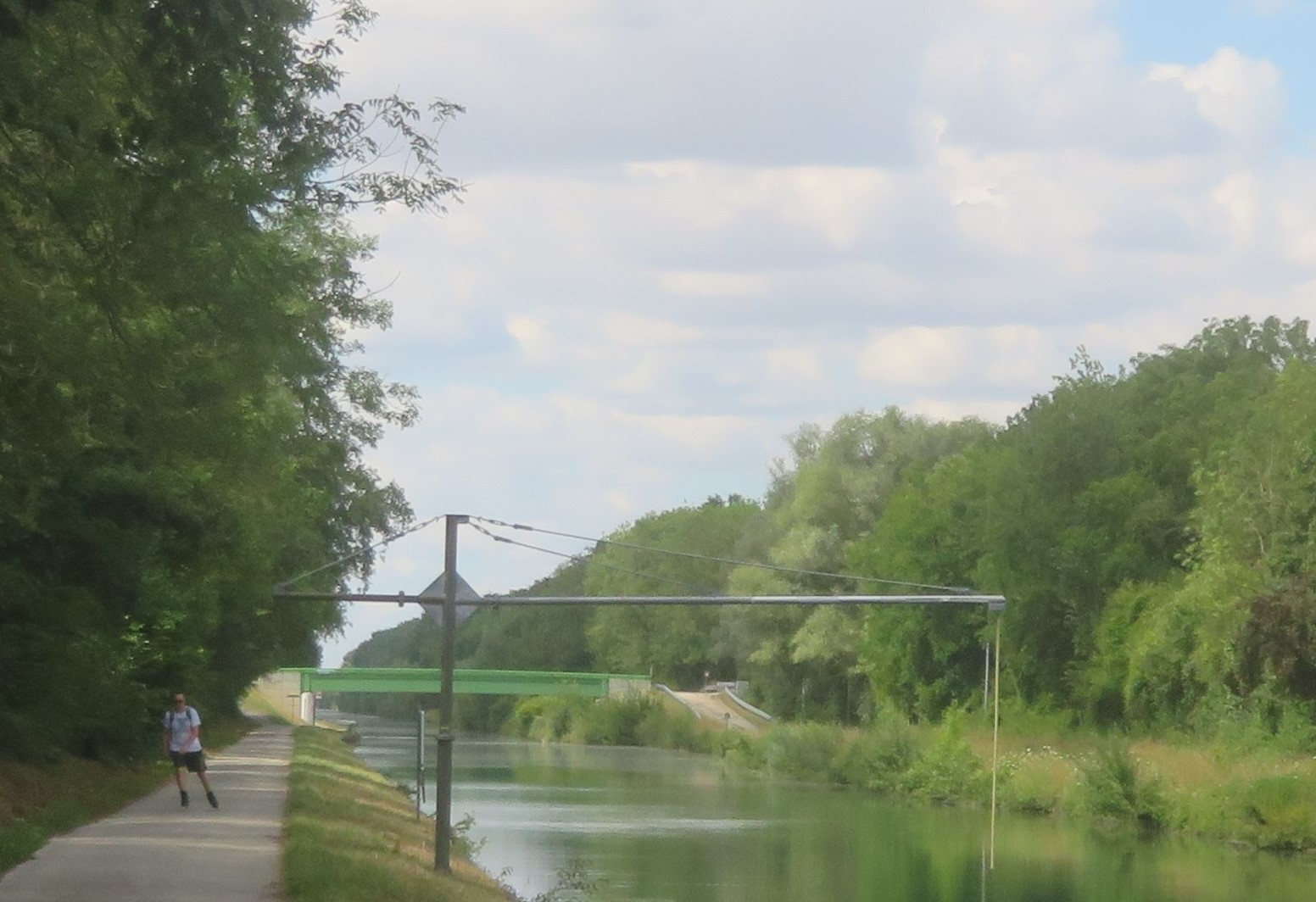
Patineur près du pont de Sarry, 5 km au sud-est de Châlons
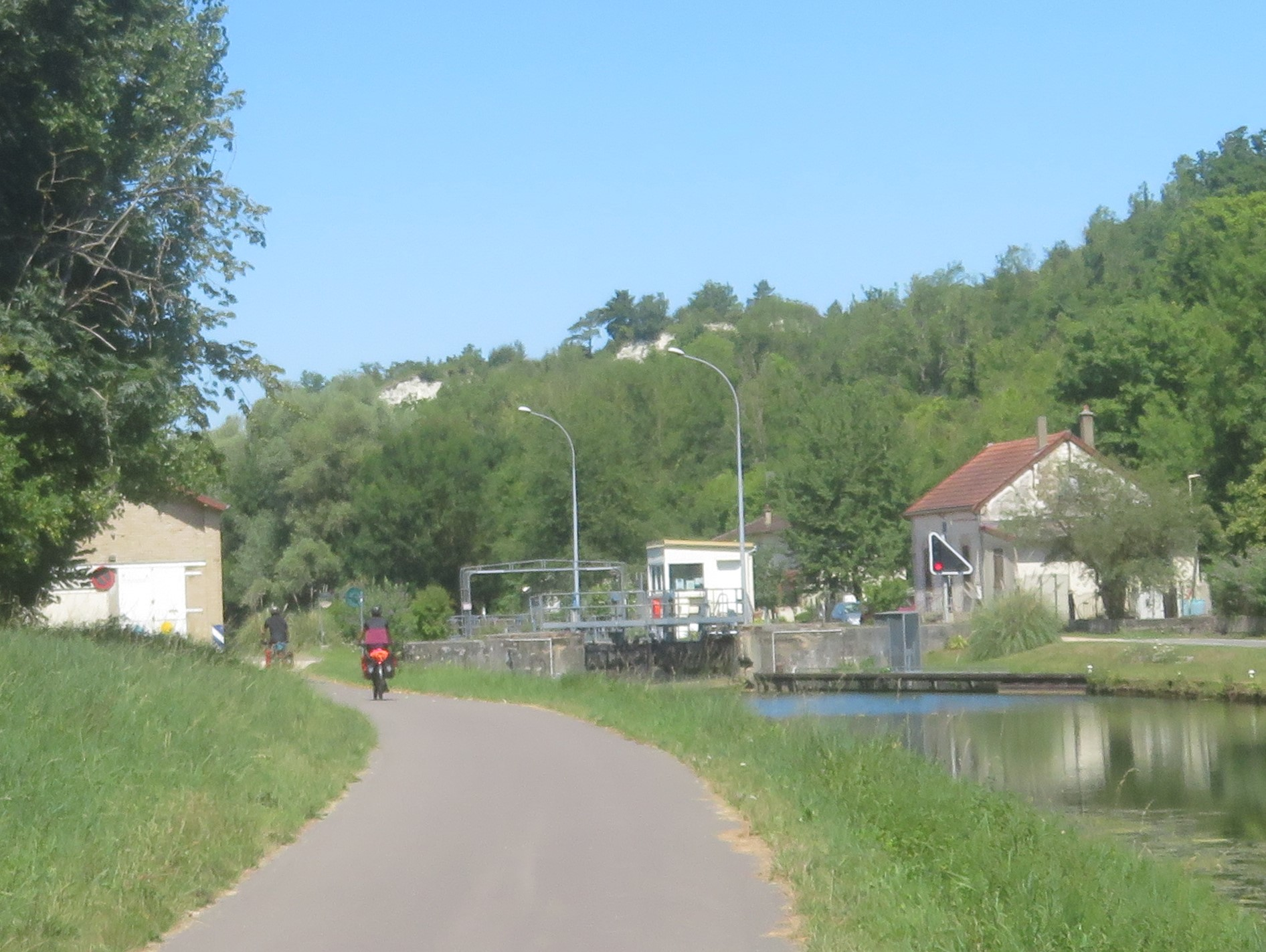
Écluse de Couvrot
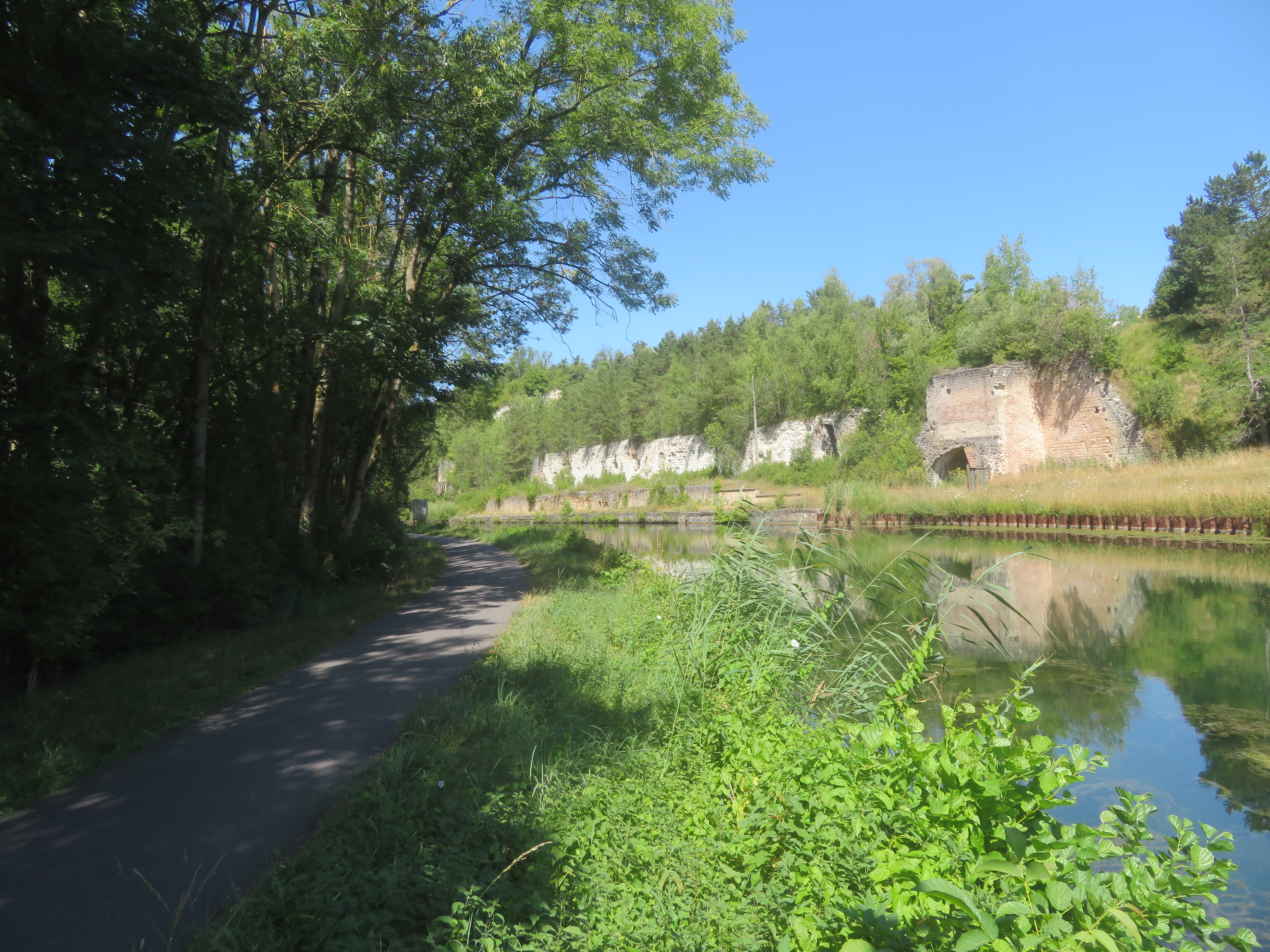
Anciens fours à chaux près de Vitry-le-François